# Washington Beltrán
Jorge Washington Beltrán Mullin (Montevideo, 6 aprile 1914 – Montevideo, 19 febbraio 2003) è stato un avvocato, giornalista e politico uruguaiano.
È stato Presidente del Consejo Nacional de Gobierno (carica che sostituì quella della Presidenza della Repubblica) dal 7 febbraio 1965 al 1º marzo 1966.